# Marie Bashkirtseff
Marie Bashkirtseff, nascida Maria Konstantinovna Bashkirtseva, (Poltava, 24 de novembro de 1858 — Paris, 31 de outubro de 1884) foi uma artista emigrada russa que nasceu em uma família nobre ucraniana em sua propriedade perto da cidade de Poltava. Ela viveu e trabalhou em Paris e morreu aos 25 anos.